# Stepkivka, Pervomaisk
Stepkivka (în ucraineană Степківка) este localitatea de reședință a comunei Stepkivka din raionul Pervomaisk, regiunea Mîkolaiiv, Ucraina.

## Demografie
Componența lingvistică a localității Stepkivka
     Ucraineană (98,32%)
     Rusă (1,42%)
     Alte limbi (0,27%)
Conform recensământului din 2001, majoritatea populației localității Stepkivka era vorbitoare de ucraineană (98,32%), existând în minoritate și vorbitori de rusă (1,42%).